# Этно-электроника
Этно-электроника (или этническая электроника, этнотроника, этно-техно, этно-транс) — музыкальное направление, сочетающее в себе элементы электронной и этнической музыки. Во многом пересекается с термином этник-фьюжн.

## История

### 1980-е
Южноевропейский поджанр современной поп-музыки, известный как «турбо-фолк» (иногда называемый «популярным фолком»), изначально развивался в 1980-х и 1990-х годах, с похожими музыкальными стилями в Греции (Скайладико), Болгарии (Чалга), Румынии (Манеле) и Албании (Таллава). Это жанр популярной музыки, смешивающий сербскую народную музыку с другими жанрами, такими как поп, рок, электронная музыка и/или хип-хоп.
Другие известные примеры этнической электроники 1980-х годов включают ангольское кудуро, мексиканскую текнокумбию и индийский альбом Synthesizing: Ten Ragas to a Disco Beat.

### 1990-е
С появлением электронных музыкальных технологий и доступности традиционных инструментов в конечном итоге возникли формы слияния этих двух направлений. В таких жанрах используются электронные музыкальные инструменты и/или традиционные народные аранжировки, акустические инструменты и тому подобное для создания различных стилей. Например, они могут использовать акустические инструменты ― струнные инструменты ― в сочетании с хип-хопом или прямой бочкой, хотя это варьируется в зависимости от влияния и выбора звуков. The Ashgate Research Companion to Popular Musicology представляет «фолктронику» как «универсальный [термин] для артистов всех жанров, которые сочетают механические танцевальные ритмы с элементами акустического рока или фолка».
Альбом 1993 года Every Man and Woman is a Star группы Ultramarine считается родоначальником современной электронной фолк-музыки; он отличался пасторальным звучанием и включал в себя традиционные инструменты, такие как скрипка и губная гармошка, с элементами хауса и техно. Согласно The Sunday Times Culture's Encyclopedia of Modern Music, важнейшими альбомами этого жанра являются Pause (2001) группы Four Tet, Mother's Daughter and Other Songs (2005) группы Tunng и The Milk of Human Kindness (2005) музыканта Caribou.

### 2010-е
В 2010-х годах новые исполнители, такие как alt-J и Bon Iver, добились значительного коммерческого успеха на довольно андеграундной сцене с момента ее зарождения. Последние работы Bon Iver, 22, A Million (2016) и I, I (2019), вошли в десятку лучших в нескольких странах и принесли группе не менее успешные синглы и номинации на Грэмми.
В конце 2010-х годов украинская этнотроника пережила подъем, когда такие артисты, как Go_A, Onuka, Yuko, Mavka стали популярны за пределами своей страны.

## Представители
Известными представителями этнической электроники являются Muslimgauze, участники британского движения asian underground (Cheb i Sabbah, Asian Dub Foundation, Joi, State of Bengal, Transglobal Underground, Natacha Atlas), Mozani Ramzan, Shpongle, Ott, Zavoloka, Linda George, Banco de Gaia, AeTopus, Zingaia, Afro Celt Sound System, Métisse, The Halluci Nation.
Российские исполнители: Иван Купала, Линда, Токэ-Ча, Hidden Tribe, Yarga Sound System, Руда Нави, Волга, Theodor Bastard, Оле Лукойе и Yat-Kha (ранние работы с Иваном Соколовским). Казахстанский проект — iFLY.